# الهيئة العامة لموانئ البحر الأحمر
الهيئة العامة لموانئ البحر الأحمر هي هيئة حكومية مصرية تابعة لوزارة النقل، تأسست الهيئة طبقا لقرار رئيس الجمهورية رقم 217 لسنة 1987 لكي تكون الجهة المسئولة عن إدارة الموانئ المصرية المطلة على البحر الأحمر.

## الموانئ التابعة
تشرف الهيئة على ستة موانئ هي:
- ميناء السويس (بور توفيق)
- ميناء شرم الشيخ
- ميناء نويبع
- ميناء الغردقة
- ميناء سفاجا
- ميناء حوض البترول

## وصلات خارجية
- الموقع الرسمي للهيئة.